# Alberto Cormillot
Alberto Everardo Julio Cormillot (Buenos Aires, 31 de agosto de 1938) es un médico argentino especializado en nutrición y obesidad. Se desempeña como educador para la salud, escritor, conferencista y comunicador social.

## Trayectoria

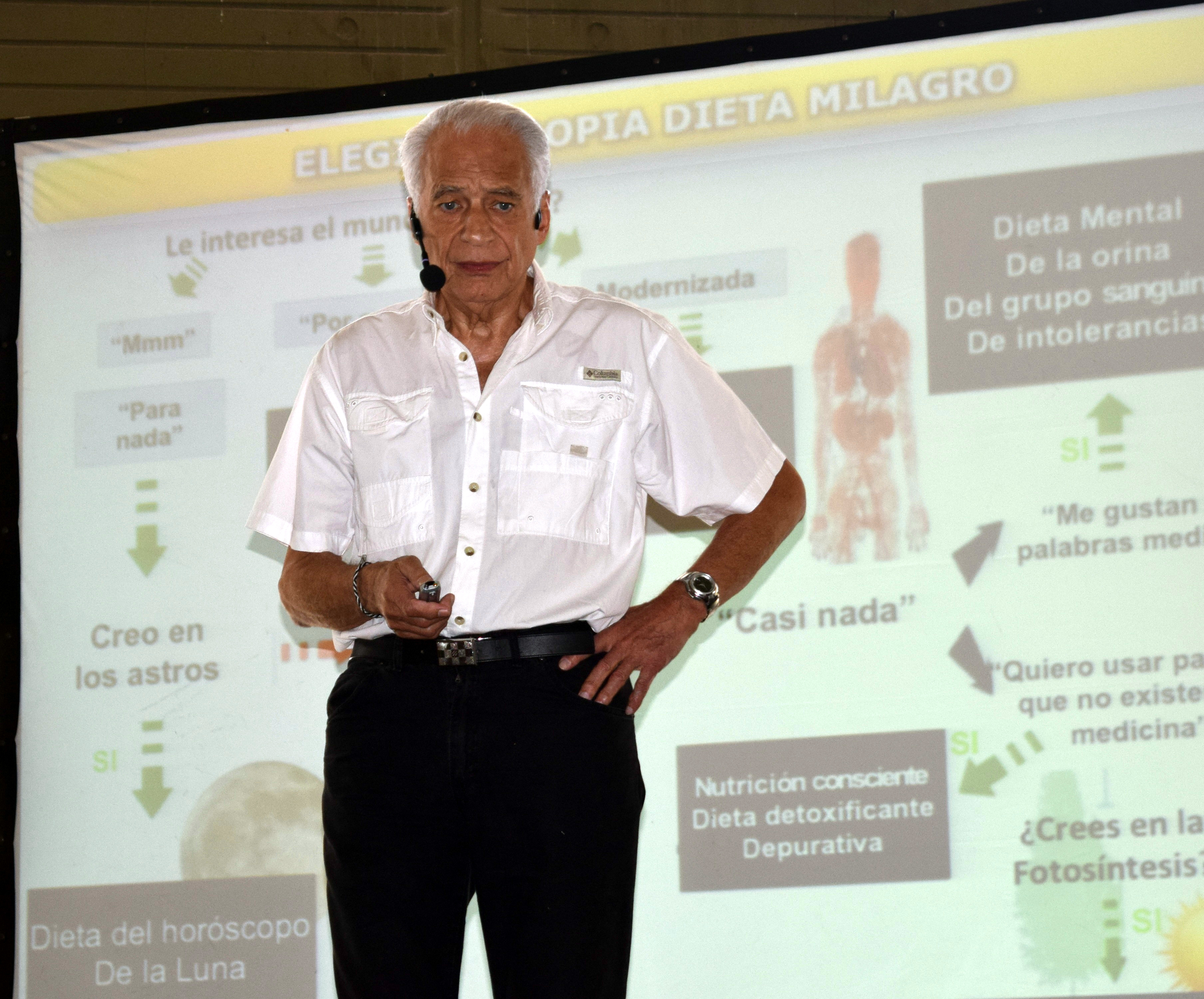
Cormillot disertando en el plenario de ALCO en 2014.

Cormillot nació el 31 de agosto de 1938, en la ciudad de Buenos Aires, Argentina. Su abuelo, Jules Cormillot, que posteriormente castellanizaría su nombre por Julio, había arribado a Buenos Aires en 1890 a los 15 años. Es reconocida su trayectoria médica, especializada en obesidad y salud, y sus emprendimientos en el mismo ámbito.
Se graduó en la Facultad de Medicina de la Universidad de Buenos Aires en 1961. Se ha dedicado al tratamiento de las personas con obesidad y sus familiares, y a la capacitación de profesionales en dicha especialidad. Creó y dirige instituciones como Clínica de Nutrición y Salud, Dieta Club (grupos profesionales para adelgazar) y Fundación ALCO (grupos de autoayuda), con actividad en gran parte de Argentina y en varios países del mundo. Dirige el blog "Cómo come Cormillot" y los sitios web www.drcormillot.com y www.dietascormillot.com.
Fundó el Instituto Argentino de Alimentos y Nutrición (IAAN) y la carrera oficial de Instructor en Salud, Alimentación y Actividad Física, de nivel universitario. Es director y profesor de dicha carrera y también de la Licenciatura en Nutrición, ambas dictadas por Universidad Isalud.
Publicó y presentó cerca de 100 trabajos científicos en revistas y congresos internacionales. Participó activamente en más de 500 congresos y reuniones científicas. Es miembro de diversas sociedades científicas nacionales e internacionales. Posee un posgrado en educación terapéutica para enfermedades crónicas (Ginebra, Suiza).
Ha escrito más de 50 libros -la mayoría de educación para la salud, como "Adiós a los kilos de más", "Sistema para adelgazar" y el autobiográfico "Alimentación en el calostro"- y siete colecciones de fascículos. Dirige la revista Vivir Mejor, nombre que también llevó el programa de TV que condujo durante muchos años. Condujo el panel de profesionales del ciclo Cuestión de Peso, emitido por Canal 13 de Argentina, (2006/14), que ha tenido protagonismo en la sanción de la ley que reconoce a la obesidad como una enfermedad.
Fue ministro de Acción Social en la provincia de Buenos Aires y secretario de Calidad de Vida de la Ciudad de Buenos Aires.
Es padre de tres hijos y tiene tres nietas. Lo apasionan el estudio, la lectura y la música. Hizo deportes y, ya en la madurez, se dedicó a aprender y bailar tap; realizó varias presentaciones en televisión y teatros.
En 2012 le fue diagnosticado tempranamente cáncer de colon, extirpado quirúrgicamente sin dejar consecuencias.
En 2022 sacó su último libro "La alimentación inteligente para vivir 100 años" 

## Vida privada
En octubre de 2019, anunció que contraería casamiento con la también nutricionista y miembro de su equipo de trabajo, Estefanía Pasquini. También anunció que ellos estaban iniciando un tratamiento de fertilización asistida para tener un hijo.
Uno de los hobbies preferidos del médico es el de coleccionar figuras de enanitos de jardín o gnomos, llegando a tener una treintena de dichas figuras.